# Propyria coatepeciensis
Propyria coatepeciensis är en fjärilsart som beskrevs av Embrik Strand 1920. Propyria coatepeciensis ingår i släktet Propyria och familjen björnspinnare. Inga underarter finns listade i Catalogue of Life.